# Reto Stadelmann
Reto Stadelmann (* 14. Oktober 1977 in Escholzmatt-Marbach, Kanton Luzern) ist ein Schweizer Komponist und Dirigent.

## Leben und Ausbildung
Reto Stadelmann wurde in Escholzmatt im Entlebuch geboren und wuchs in einer musikalischen Familie auf.
Sein Vater Franz Stadelmann, ein bekannter Schweizer Jodler, prägte die frühe musikalische Entwicklung seines Sohnes nachhaltig. Bereits 1996 schrieb Stadelmann das Jodellied Bärgandacht, das noch heute zu den meistgesungenen Jodelliedern der Schweiz zählt.
Nach einer Ausbildung in Jazz-Theorie und einem Schulmusikdiplom in Luzern (2000) zog er nach London und studierte Komposition am London College of Music and Media.
Dort schloss er 2002 seinen Bachelor of Music in Composition (BMus Hons) mit Auszeichnung ab und erhielt mehrere Preise. Ein Stipendium ermöglichte ihm ein weiterführendes Masterstudium am Royal Northern College of Music in Manchester, das er 2004 ebenfalls mit Auszeichnung abschloss. Anschließend war er Schüler von York Höller an der Hochschule für Musik und Tanz Köln.
2014 schloss Stadelmann an der University of York ein künstlerisch-wissenschaftliches Promotionsstudium im Fach Komposition ab und erlangte den britischen Grad Doctor of Philosophy in Music (PhD).
Dieses PhD-Programm umfasste ein Portfolio von Kompositionen und künstlerische Forschungsprojekte, die sich mit dem gesellschaftlichen Kontext und der öffentlichen Vermittlung von Musik befassten.
Von 2000 bis 2020 lebte Stadelmann in Deutschland und Großbritannien.
Heute lebt er in der Romandie (französischsprachige Schweiz), wo er neben seiner kompositorischen Tätigkeit mehrere Chöre leitet und Weiterbildungskurse gibt.

## Werk

### Stil und stilistische Einordnung
Reto Stadelmanns Musik ist geprägt von einer eigenständigen Verbindung alpiner Volksmusiktradition mit zeitgenössischen kompositorischen Mitteln. Elemente des Naturjodels, folkloristische Gesten und klangliche Assoziationen der Alpen werden subtil in eine moderne Tonsprache integriert, die zugleich tiefgründig und emotional zugänglich bleibt. Kritiker heben seine Originalität und Vielseitigkeit hervor: Sein Œuvre umfasst konzertante Orchester- und Kammermusikwerke, Chorwerke sowie Musik für Tanz und Theater, ergänzt durch genreübergreifende und partizipative Projekte. Dabei bewegt sich Stadelmann zwischen traditionellen Klangfarben und globalen Strömungen und schafft daraus eine unverwechselbare Handschrift.

### Rezeption
Über Stadelmanns künstlerischen Ansatz schreibt der ehemalige Dekan der Hochschule für Musik und Tanz Köln, Prof. Klaus Oldemeyer:

„So wie Bartok seinen Stil erst gefunden hat durch seine Entdeckung der ungarischen Bauernmusik, so scheint mir Reto Stadelmann sein Eigentliches in der bodenständigen Musik seiner schweizerischen Heimat gefunden zu haben, die noch kein Komponist vor ihm in dieser Weise entdeckt hat.“

Auch einzelne Werke fanden besondere Aufmerksamkeit. Andreas Brenner beschrieb das Stück Nahen als „abwechslungsreich im Wechsel von zupackenden und sorgfältig ausgehörten lyrischen Passagen, anspruchsvoll und virtuos für die Musiker, spektakulär für die Zuhörer.“ Christoph Konkulewski hob beim Klavierquintett hervor, dass Stadelmanns Musik Raum für die eigene Fantasie lässt und dennoch trotz ihrer gemäßigten Modernität verständlich bleibt.

### Ensembles und Projekte
Neben seinem kompositorischen Schaffen initiierte Stadelmann mehrere eigene Ensembles und partizipative Formate. Besonders bekannt wurde das Kunstorchester Kwaggawerk (2006–2011), ein frei besetztes Bläserensemble mit überwiegend Laienmusikern, das durch ortsspezifische Auftritte im öffentlichen Raum und unkonventionelle Performances auffiel. Mit diesem Projekt gewann er 2009 den ersten Preis des vom Deutschen Musikrat bundesweit ausgeschriebenen Wettbewerbs zum Tag der Musik, in der Kategorie Neue Wege in der Welt der Musik - Kulturtempel unterwegs.
2013 realisierte Stadelmann in Kollaboration mit dem US Choreographen Stephen Wynne das interaktive Musik-Tanz-Projekt Opportunity, das im Rahmen des Festivals ACHT BRÜCKEN | Musik für Köln uraufgeführt wurde. In Zusammenarbeit mit dem Zentrum für Kunst und Medientechnologie Karlsruhe entstand eine 3D-Klanginstallation, in der Publikum, Tänzer und Live-Elektronik zu einem gemeinsamen Erlebnis verschmolzen. Dieses Projekt verband zeitgenössische Musik mit innovativen Formen der Publikumsbeteiligung.

## Werke (Auswahl)

### Orchesterwerke
- Der Wiedergänger, für Sprecher, Solisten, Chor, Kinderchor und Sinfonieorchester (Uraufführung 2000, Kollegium Stans)[16]
- Isolation (Uraufführung 2001, Vestry Hall, Ealing London)[17]

### Kammer- und Ensemblewerke
- Cello Concerto, für Violoncello und Kammerensemble (Uraufführung 2003, Festival Australian Resonances, Manchester)[18]
- Klavierquintett (Uraufführung 2016, Internationale Franz-Liszt-Akademie Refrath)[19]
- Sonate für Flöte und Klavier (Uraufführung 2017, Tuchlaube Sempach)[20]
- Piano Trio Nr. 1 (Uraufführung 2021, Concert Series Music and Brain, DZNE Bonn)[21]
- Jodel Serenade, für Streichquartett und Stimme (Uraufführung 2022, Festival Le Bois qui Chante, Château-d’Oex)[22]

### Chorwerke
- Requiem, für Frauenchor (Uraufführung 2003, Schwendelberg Escholzmatt)[23]
- Fünf Hymnen zum Bilderhimmel von Hergiswald, für Kammerchor (Uraufführung 2006, Wallfahrtskirche Hergiswald)[24]
- Byzantium’s Beauty, für Männerchor (Uraufführung 2023, Konzerttournee Basspartout)[25]

### Musik für Tanz und Theater
- Bauernkrieg 1653 (Uraufführung 2003, Landschaftstheater Escholzmatt)[26]
- Menetekel (Uraufführung 2006, Hergiswald Luzern)[27]
- Opportunity (Uraufführung 2013, Festival ACHT BRÜCKEN | Musik für Köln)[15]

### Blasmusikwerke und Jodellieder
- Bärgandacht, für Jodelchor (Uraufführung 1996)[4]
- Alphornchilbi (ehemals RS-Chilbi), für Alphorn und Blasorchester (Uraufführung 1997, Kursaal Bern / Gemeindesaal Buchs)[28]
- Echoes in Time, für Blasorchester (Uraufführung 2002, St. Barnabas Church London)[29]

## Festivals (Auswahl)
- 2003: Festival Australian Resonances, Manchester[18]
- 2009: Stanser Musiktage[30]
- 2013: Festival ACHT BRÜCKEN | Musik für Köln[15]
- 2025: Gstaad Menuhin Festival[31]

## Preise und Auszeichnungen (Auswahl)
- 2001: Wilfred Josephs Prize, London College of Music and Media[23]
- 2002: Westminster Music Prize, London College of Music and Media[23]
- 2002: Read Scholarship, Royal Northern College of Music, Manchester[32]
- 2008: Werkbeitrag für Komponierte Musik von Stadt und Kanton Luzern[33]
- 2009: 1. Preis des Deutschen Musikrats beim bundesweiten Wettbewerb zum Tag der Musik, Kategorie Neue Wege in der Welt der Musik - Kulturtempel unterwegs[14]
- 2015: Nominierung für den Europäischen YEAH! Young EARopean Award (Kategorie Performance).[34]

## Diskografie (Auswahl)
- Sounds of Lucerne – Works by Reto Stadelmann and Joseph Lauber (Genuin Classics, 2020)[35]
- Reto Stadelmann Piano Improvisations (LUmusic, 2023)[36]
- Cello Concerto (Streaming, 2023)[37]
- LA-DIO (Streaming, 2025)[38]